# グスタボ・ケサダ
グスタボ・マウリシオ・ケサダ・レイノーソ（Gustavo Mauricio Quezada Reinoso, 1997年4月6日 - ）は、エクアドル・ グアヤス県グアヤキル出身のサッカー選手。セグンダ・ディビシオンRFEF・CDサン・ロケ・デ・レペ所属。ポジションはMF。

## クラブ経歴
幼少期に家族と共にスペインに渡り、2007年にヘタフェCFのカンテラに入所。2015年2月にセグンダ・ディビシオンB所属のBチームに昇格,同月14日のCDトゥデラーノ戦でプロデビュー。翌2016年にトップチームに昇格、12月17日のセグンダ・ディビシオンのレアル・バリャドリード戦で、トップチーム初出場。しかし、ヘタフェでは2試合の出場にとどまり、2018年夏に契約満了。
2018年7月1日、CDルーゴと2年契約を締結し、傘下のSDCポルボリンに配属。2019年7月16日にはレクレアティーボ・ウェルバへのローン移籍が決まり、1シーズンプレーした。
2020年8月20日、セグンダ・ディビシオンBのマルベジャFCに移籍した。
2022年4月22日、アンテケラCFに移籍した。
2022年6月30日、CDサン・ロケ・デ・レペに移籍した。